# Kopidlno
Kopidlno (en allemand : Copidlen ou Kopidelau) est une ville du district de Jičín, dans la région de Hradec Králové, en République tchèque. Sa population s'élevait à 2 205 habitants en 2024.

## Géographie
Kopidlno est arrosée par la Mrlina, un affluent de l'Elbe, et se trouve à 7 km au sud-est de Libáň, à 14 km au sud-sud-ouest de Jičín, à 42 km à l'ouest-nord-ouest de Hradec Králové et à 66 km au nord-est de Prague.
La commune est limitée par Libáň et Údrnice au nord, par Jičíněves et Vršce à l'est, par Cholenice et Budčeves au sud, par Chotěšice au sud-ouest, et par Rožďalovice à l'ouest.

## Histoire
La première mention écrite de la localité date de 1322.

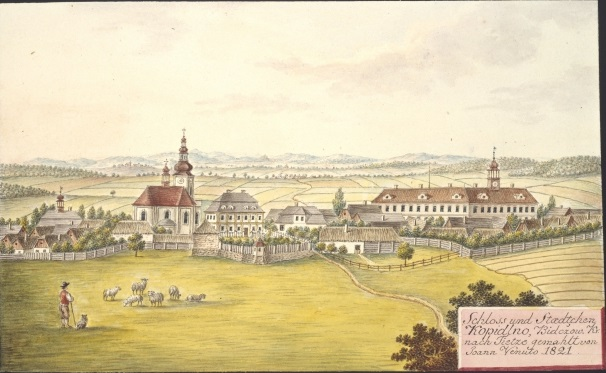
Château et ville de Kopidlno, peinture de Joann Venuto, 1821.

## Administration
La commune se compose de cinq sections :
- Drahoraz
- Kopidlno
- Ledkov
- Mlýnec
- Pševes

## Transports
Par la route, Kopidlno se trouve à 15 km de Jičín, à 54 km de Hradec Králové et à 85 km de Prague.

## Personnalités
- Anna Honzáková (1875-1940), première femme médecin tchèque
- Joseph Anton Steffan (1726-1797), musicien